# Округ Лајман (Јужна Дакота)
Округ Лајман (енгл. Lyman County) је округ у америчкој савезној држави Јужна Дакота.

## Демографија
По попису из 2010. године број становника је 3.755, што је 140 (-3,6%) становника мање него 2000. године.
| Група             | 2000.         | 2010.         |
| Белци             | 2.512 (64,5%) | 2.181 (58,1%) |
| Афроамериканци    | 3 (0,1%)      | 3 (0,1%)      |
| Азијати           | 9 (0,2%)      | 10 (0,3%)     |
| Хиспаноамериканци | 18 (0,5%)     | 42 (1,1%)     |
| Укупно            | 3.895         | 3.755         |